# Губернаторский дом (Баку)
Губернаторский дом — снесённое здание в городе Баку, ныне столицы Азербайджана, на проспекте Нефтяников.

## История
Здание предположительно было построено в 1865-67 гг. Апресовым, который, приспособив этот дом для резиденции губернатора, сдал его в аренду в 1867 году. Приблизительно через 20 лет это здание приобрел бакинский купец 2-й гильдии, занимавшийся в основном ростовщичеством, Гаджи Неймат Сеид оглы (он же Сеидов, он же Сейдиев), который также сдавал его в аренду губернаторам Бакинской губернии Российской империи. Дело в том, что когда губернатор переехал из Шемахи в Баку, в городе для него не было специального здания, поэтому губернатор был вынужден нанимать для этой цели частный дом, который приобрёл известность как «губернаторский дом».
Через некоторое время, когда в городе появились строения с монументальными и репрезентативными фасадами, этот дом перестал удовлетворять эстетическим потребностям бакинских губернаторов. Наличие богатых зданий в городе, по сравнению с ничем не примечательным губернаторским домом как бы затрагивало «честь мундира» и возбуждало вопрос о постройке специального здания». Но специальное здание для резиденции губернатора так и не было построено, в связи с кровавыми событиями в Баку: убийством бакинского губернатора М. А. Накашидзе, образованием градоначальства и прочее. Хотя губернаторский дом и был запланирован в генплане г. Баку, утвержденным главнокомандующим гражданской частью на Кавказе князем Голицыным в 1899 году.

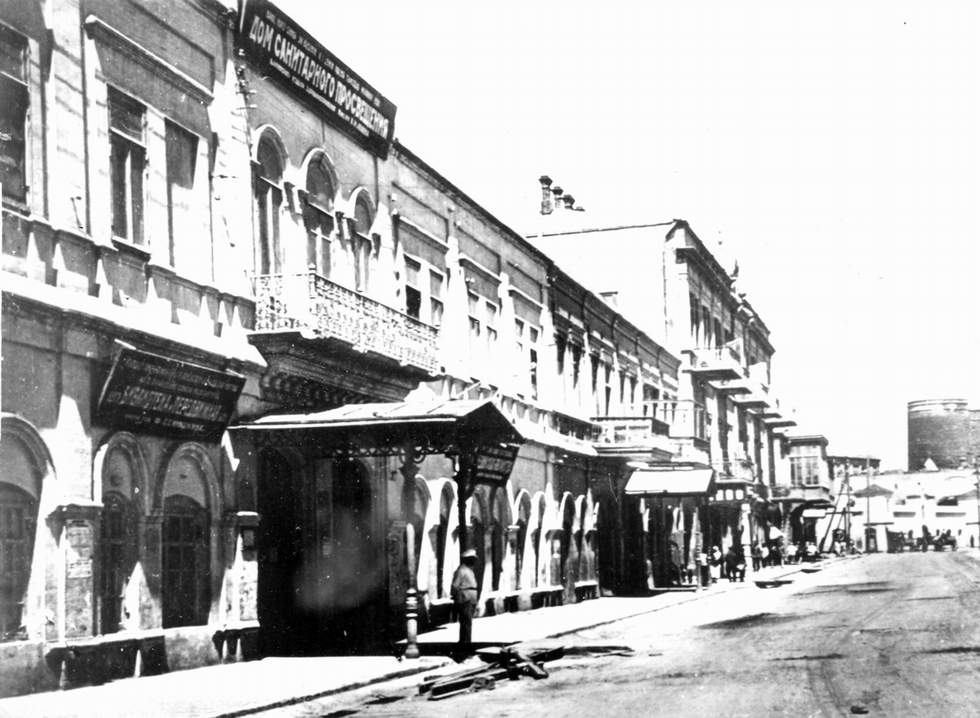
Дом санитарного просвещения в 1928 году

В октябре 1906 года был подписан указ об учреждении Бакинского градоначальства, и этот дом стал резиденцией бакинских градоначальников. Бакинский губернатор к тому времени снимал другое здание, по адресу Николаевская, 7, принадлежавшее бакинскому 1-й гильдии купцу Адамову (ныне Истиглалийат).
Вот как описывает теперь уже Дом градоначальника Манаф Сулейманов в своей книге «Дни минувшие»:
Градоначальство помещалось на углу Набережной и Садовой, где сейчас расположился республиканский Дом медработников. Одним балконом здание обращено к морю, другим выходит в сторону Губернаторского сада. Жил Мартынов в этом же здании. Днём и ночью у подъезда дежурили городовые. Над парадным входом и на углу перед домом висели большие газовые фонари, и вечерами весь квартал освещался ярким светом…
 (здесь следует отметить, что описание это, как и многое в книге М. Сулейманова, содержит ошибочные сведения - в бывшем Губернаторском доме располагалась лишь канцелярия градоначальника, сам же градоначальник жил в доме М. Арамянца (ныне ГНКАР, бывш. Азнефть) напротив. Да и газовых фонарей, как и вообще газового освещения в Баку не существовало).
В советское время в здании расположился республиканский Дом медработников. В 1920-30-е годы он именовался Домом санитарного просвещения, и в нём располагался также музей социальной гигиены. Здание было надстроено и стало трехэтажным.
В 2006 году здание было снесено. Как сообщили в исполнительной власти Баку, необходимость сноса здания была вызвана тем, что оно практически полностью обветшало: «Дело в том, что в наших планах было отреставрировать его. Но при таком раскладе архитектуры посоветовали его снести – реставрации оно не подлежало. Если бы его не снесли, оно очень скоро разрушилось бы». Позднее на месте этого здания был построен новый пятизвездочный отель Four Seasons Hotel Baku. 3 сентября 2012 года состоялась церемония открытия отеля, на которой присутствовал Президент Азербайджанской Республики Ильхам Алиев и его супруга Мехрибан Алиева.
|                                                                           | |
| Александровская набережная в Баку в 1867 году. Слева — Губернаторский дом | Проспект Нефтяников в Баку в 2012 году. Слева, на месте Губернаторского дома — пятизвездочный отель Four Seasons |